# Nora Ricci
Nora Ricci (Viareggio, 19 juli 1924 – Rome, 16 april 1976) was een Italiaans actrice.

## Levensloop
Ricci werd geboren in Viareggio in Toscane in een acteursgezin. Ze vestigde zich op 17-jarige leeftijd in Rome en vatte daar haar toneelopleiding aan. Ze leerde er Vittorio Gassman kennen, die tussen in 1944 en 1952 haar man was. Ricci maakte haar debuut in 1943 in het toneelgezelschap van Laura Adani. Tijdens haar carrière werkte ze zowel voor film, theater als televisie. Ze werkte onder meer samen met de regisseurs Luchino Visconti en Pietro Germi.
Ricci stierf op 51-jarige leeftijd aan een slepende ziekte.

## Filmografie (selectie)
- 1951: Bellissima
- 1954: Il medico dei pazzi
- 1955: Le diciottenni
- 1955: Il motivo in maschera
- 1962: Vie privée
- 1963: Il giorno più corto
- 1966: Signore e signori
- 1967: Le streghe
- 1968: Tenderly
- 1969: The Damned
- 1969: La matriarca
- 1969: Metti, una sera a cena
- 1971: Death in Venice
- 1971: Roma Bene
- 1972: Ludwig
- 1974: The Night Porter